# 立ち会い取引

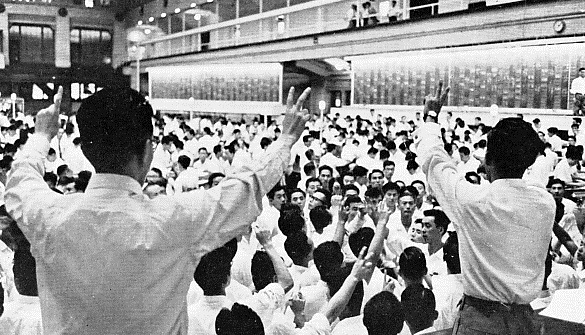
往年の東京証券取引所の立ち会い取引（1960年頃）

立ち会い取引（たちあいとりひき）とは、取引所における金融商品の取引の方法の一つ。

## 概要
取引所におけるプロフェッショナルの人対人のコミュニケーションにより、売買を成立させる方法のことである。立ち会い取引が行われる場所のことを「立会場」と呼び、そこで売買する人間のことを「場立ち」と呼ぶ。
取引のスピードアップと場立ちの人件費を抑える目的でコンピューター取引が導入され拡充される中で立ち会い取引は衰退し、各取引所は立ち会い取引を廃止していくこととなった。しかしニューヨーク証券取引所（NYSE）は依然として株式取引の一部を立会取引で行っており、2020年には新型コロナウイルス感染症の流行の影響で2ヶ月ほど立会場閉鎖に追い込まれるも、その後立会場を再開し現在も立会取引を続けている。

### 仲介者
取引所における立ち会い取引は、本来当該取引所の会員間の相対で行われるのが原則だが、取引の円滑化のため売買注文の付け合せ処理などを行う仲介者を介する場合がある。
仲介専門の証券会社は、東京証券取引所では「才取会員」、大阪証券取引所では「仲立会員」と呼ばれ、東証では「実栄証券」（独占禁止法との関係から、実際は複数社に分かれていた）、大証では「仲立証券」が仲介業務を行っていた。ただし取引のコンピュータ化が進み、付け合せ処理なども全て取引所のシステム上で自動で行われるようになったため、立会場の廃止と共にこれらの会員も消滅（廃業）した。
また債券（特に国債）市場では、同様に会員間の債券取引の仲介を目的として1973年に日本相互証券が設立され、こちらは2024年現在も営業を続けている。

### 場立ちでのサイン
立会場の喧騒の中では言葉はよく聞き取れないため、場立ちでは意思疎通のために手による「サイン」が使用され、「手サイン」「ハンドサイン」「手振り」と呼ばれた。
サインの基本は「売買対象品（証券取引の場合は銘柄名）」「売買価格」「数（証券取引の場合は株数）」「売り買い」の組み合わせであった。手のひらを相手に向けると「売り」、手のひらを自分に向けると「買い」を意味した。立会場に高台に立った取引所職員が場立ちの示す売買注文を見て取りまとめ、成約すると拍子木を鳴らした。
場立ちでの「手サイン」は江戸時代の1730年に徳川幕府の公認を受けて発足した大坂堂島米会所で誕生したとされる。明治には木綿や証券等の商品先物取引を扱う取引所が生まれ、戦後は東京証券取引所や大阪証券取引所で証券取引において活発な「手サイン」で取引の意思疎通をしていた。
各取引所で立ち会い取引を廃止されるとともに「手サイン」も姿を消した。かつては東証の見学コースに、手サインを実演するロボットなども設置されていたが、立会場の廃止と共に撤去された。